# Георги Стоилов (доцент)
Вижте пояснителната страница за други личности с името Георги Стоилов.
Георги Стоилов е български учен, доцент, доктор на техническите науки. Той е основател и пръв директор на филиала на Технически университет – София в град Пловдив.

## Биография
Георги Стоилов е роден на 27 септември 1941 г. в град Пещера. Родителите му активно участват в обществено-политическия живот на страната. Баща му Никола Стоилов е заемал отговорни длъжности в управлението на страната (министър на земеделието) и впоследствие в Пловдивска област – секретар на ОК на БКП и председател на ОНС. Завършва през 1959 г. със златен медал гимназия „Лиляна Димитрова“ в Пловдив и специалност „Управление на качеството в електронната индустрия“ в Технически университет – София през 1967 г. След дипломиране започва работа в Научноизследователски и проекто-конструкторски институт по приборостроене (НИПКИП) в София.
През 80-те години е заместник-ректор на Техническия университет. Освен преподавател, Стоилов е автор на редица учебници и ръководства в областта на електрониката, автоматизираното управление на качестото в електронното дискретно производство, курс лекции: техниката в помощ на медицината, научни статии публикувани в български и международни списания. През това време се заема с идеята за създаване на висше техническо училище в Пловдив. Благодарение на неговия труд, през 1984 г. в Пловдив е създаден Висшия учебно-производствен център (ВУПЦ) по машиностроене, електроника и автоматика, за обучение на дипломанти от Висшия машинно-електротехнически институт (или ВМЕИ) – София. Доц. Стоилов става негов директор.
След 12 месеца центърът прераства във Факултет за специална подготовка към ВМЕИ – София. Доц. Стоилов е избран за декан на факултета. През лятото на 1986 г. са създадени други изнесени факултети, с което е формиран Филиала на ВМЕИ – София в Пловдив. Доц. Стоилов е първият ръководител на филиала и изпълнява тази длъжност до 1992 г. Днес основаната аула на Филиала носи неговото име.
В свободното си време Стоилов рисува акварели. Като любител творец-художник той създава над 100 картини – портрети, пейзажи, изгледи от красиви места, които е посещавал в България, Ирландия, Италия, САЩ. Негови творби са излагани в галерии в София и Лос Анджелис.
Съпругата му Ирина Стоилова е професор в областта на авиокосмическата биология и медицина. Актьорът Николай Стоилов е негов син.
Георги Стоилов умира на 20 януари 2014 г. след неуспешна операция в „Пирогов“., извършена от д-р Павел Мишев.